# PYTHIA
Pythia ist ein Computerprogramm, das in der Teilchenphysik verwendet wird, um Kollisionen an Teilchenbeschleunigern zu simulieren. Pythia ist der älteste und meistverwendete Monte-Carlo-Ereignisgenerator.

## Herangehensweise
Um herauszufinden, durch welche Signale sich verschiedene, insbesondere vom Standardmodell abweichende, Physikmodelle an Teilchenbeschleunigern bemerkbar machen könnten, ist es oft hilfreich, diese
Modelle im Vorfeld numerisch zu simulieren. Beispielsweise kann für den Spezialfall, dass das Physikmodell ein neues instabiles Teilchen voraussagt, folgende Vorgehensweise gewählt werden:
- Überlegung, wie die neuen Teilchen produziert werden können und wie sie in diesem Modell zerfallen sollten. Unbekannte Teilchen kann man oft nicht direkt messen, da sie zu schnell wieder zerfallen, daher werden die am Detektor ankommenden Teilchen Zerfallsprodukte des neuen Teilchens sein.
- Simulation der Teilchenkollision mit Pythia. Am Ende der Simulation erhält man ein konkretes Signal, also die Menge der aus der Teilchenkollision entstandenen Teilchen inklusive ihrer Impulse.
- Im Idealfall können diese Teilchen (das Signal) im Detektor des Beschleunigerexperiments nachgewiesen werden.

Damit können bereits im Vorfeld von Experimenten Hinweise auf die zu suchenden Signale gewonnen und gegebenenfalls die Detektoren auf diese Signale optimiert werden.

## Technik
Es werden typischerweise einige tausend bis Millionen von Teilchen simuliert. Die Zerfallskanäle werden dabei vorgegeben. Das heißt, man kennt oder wählt die Wahrscheinlichkeit, mit dem es in bestimmte andere Teilchen zerfällt. Per Zufall wird dann jeweils der eine oder andere Zerfall simuliert. Realisiert wird das durch eine Monte-Carlo-Simulation. Die Zerfallsprodukte können gegebenenfalls weiter zerfallen. Man hat damit pro Zerfall immer nur eine bestimmte Zerfallskette. Außerdem muss simuliert werden, wie sich die Zerfallsprodukte im Detektor verhalten, dies wird durch andere Programme wie Geant4 übernommen. Dazu kommen üblicherweise Simulationen von anderen Prozessen, die im Detektor ähnlich aussehen können und somit bei der Analyse der Daten berücksichtigt werden müssen.
Anhand dieser Daten kann man abschätzen, wie sich das Teilchen am besten suchen lässt. Um die korrekte Funktionsweise des Programms zu überprüfen, werden Vergleiche mit anderen Programmen (z. B. Herwig oder Alpgen) und mit Messdaten alter Experimente angestellt.

## Historisches
Pythia wurde ursprünglich unter dem Namen „Jetset“ an der Universität Lund entwickelt. Die aktuelle Version Pythia 8 liegt in der Programmiersprache C++ vor, während der Vorgänger, Pythia 6, noch in Fortran geschrieben wurde.